# 아메리카유대류
아메리카유대류(Ameridelphia)는 아메리카에 사는 모든 유대류의 총칭으로 전통적으로 상목의 하나로 분류한다. 모니또 델 몬토 (Dromiciops)는 아메리카유대류가 아닌 오스트레일리아유대류이지만, 남아메리카 칠레에 서식한다. 현재는 측계통군으로 간주한다.

## 하위 분류
아메리카유대상목에 속하는 목과 과는 아래와 같다.
- 주머니쥐목 (Didelphimorphia) - 93종
  - 주머니쥐과 (Didelphidae) : 주머니쥐
- 새도둑주머니쥐목 (Paucituberculata) - 6종
  - 새도둑주머니쥐과 (Caenolestidae) : 새도둑주머니쥐